# Svitmas
Svitmas eller Långshyttemas är en variant av kortspelet mas. 